# ليلى هايز
ليلى هايز (بالإنجليزية: Leila Hayes)‏ (12 يناير 1940 - يناير 2025)، هي ممثلة أسترالية، ولدت في 12 فبراير 1942 في مدينة ديمبولا ولاية فيكتوريا أستراليا.

## وصلات خارجية
- ليلى هايز على موقع IMDb (الإنجليزية)
- ليلى هايز على موقع ديسكوغز (الإنجليزية)
- ليلى هايز على موقع قاعدة بيانات الفيلم (الإنجليزية)